# 布谷文夫
布谷 文夫（ぬのや・ふみお、1947年1月25日 - 2012年1月15日）は、日本のロックシンガー。ブルース・クリエイションやDEWといったバンドを経てソロとなった。

## 経歴・人物
1947年1月25日、北海道函館市出身。専修大学経営学部在学中の1966年に友人と東京R&B5を結成し、音楽活動を始める。東京R&B5は翌年の1967年に解散するが、その後、大瀧詠一らと共に『タブー』というバンドを結成。
1968年にザ・ジャガーズの弟分バンドだったビッキーズに参加、『東京R&B天国』（東京12チャンネル）の「R&B天国アマチュアバンドコーナー」に出演して5週連続勝ち抜きを果たす。この番組の賞品がサーフボードであったが、本人はサーフィンをやらなかった為、人に譲渡したという。ビッキーズはメンバー交代を経てブルース・クリエイションに。
1969年に竹田和夫、田代信一、野地義行らと『ブルース・クリエイション』同年7月に日本グラモフォン（ポリドール・レコード）よりアルバム『BLUES CREATION』を発表。9月には第1回の日本ロック・フェスティバルに出場した。
1970年にブルース・クリエイションを脱退、洪栄龍、内藤正美らと『DEW』結成。第3回全日本フォークジャンボリーに出場するなど精力的な音楽活動を展開するが、わずか2年でDEWを解散し、1972年にソロシンガーに転向した。
ソロ転向後、1972年8月にビクターレコード（ビクター・ポップ）より『からのベッドのブルース』を発表。1973年5月の第3回春一番ライブ（大阪天王寺公園野外音楽堂）に、ごまのはえ（伊藤銀次が所属していたバンド）と共に出演している。
1975年〜1976年にかけて一時活動を中止した時期があったが、1976年2月に大瀧詠一プロデュースによる『ナイアガラ音頭』（クレジットは“布谷文夫 with ナイアガラ社中”名義）を 日本コロムビアより発表。その後もマイペースでの音楽活動を続けていた。
その後自らのバンド　布谷文夫&ブルースブレーカーズとして活動　メンバーはギターに斎藤浩一　ベース栃原優二　etc
2011年シーナ&ロケッツのツアーに参加
2012年1月15日、脳出血により茨城県牛久市内の病院にて永眠。64歳没。
別名としてはアミーゴ布谷、蘭越ジミーがある。

## ディスコグラフィ

### シングル
- からのベッドのブルース（1972年8月 ビクター）

1. からのベッドのブルース
2. 台風

- 台風13号（1973年9月21日 ポリドール）

1. 台風13号
2. 冷たい女
  - 二曲ともアルバムとは違うシングルバージョン

- ナイアガラ音頭（1976年6月 日本コロムビア）

1. ナイアガラ音頭
  - アルバムバージョンのオケのピッチを上げて、アルバムバージョンにはなかった坂本龍一のグラビネットパートとイントロや間奏、エンディングに「オンド、オンド」と言うコーラスをダビングしたシングルバージョン。
2. あなたが唄うナイアガラ音頭
  - イントロに「ココナッツホリデイ'76」で使われたお囃子が追加されているカラオケバージョン。

### アルバム
- BLUES CREATION（1969年7月 日本グラモフォン）

1. CHECKIN' UP ON MY BABY
2. STEPPIN' OUT
3. SMOKE STUCK LIGHTNIN'
4. DOUBLE CROSSIN' TIME
5. I CAN'T KEEP CRYING
6. SPOONFUL
7. ROLLIN' AND TUMBLIN'
8. ALL YOUR LOVE

- 悲しき夏バテ（1973年11月 ポリドール）

1. 五番街
2. 冷たい女
3. 深南部牛追唄
4. 夏バテ
5. 颱風13号
6. ニューオリンズの町へ
7. ホーボー・ブルース
8. 街のブルース
9. 朝めがさめて
10. 水たまり

- DEW／布谷文夫 LIVE!（1989年 キティレコード）

1. からのベッドのブルース
2. 傷ついて
3. 夏は終り
4. フーチー・クーチー・マン・ブルーズ
5. 二人のブルース
6. ぼくの天使
7. 悲しき願い

- ロスト・ブルーズ・デイズ Vol.1（2001年3月 キャプテントリップレコーズ）

1. ニューオーリンズの町へ
2. Feelin' Alright
3. 水たまり
4. Mr. Tambourine Man
5. 颱風13号
6. Tobacco Road
7. Hard Luck Story

- ロスト・ブルーズ・デイズ Vol.2（2001年3月 キャプテントリップレコーズ）

1. 空のベッドのブルース
2. 上を向いて歩こう
3. Come On (Let The Good Times Roll)
4. 深南部牛追唄
5. 二人のブルース
6. ナイアガラ音頭
7. Good Golly Miss Molly
8. 夏バテ

- 立ち眩みLIVE（2001年9月 ディスクユニオン）

1. 冷たい女
2. 夏バテ
3. 颱風
4. Gloria
5. 上を向いて歩こう
6. 二人のブルース
7. 達者でナ
8. 深南部牛追唄
9. Let’s Ondo Again
10. Eleanor Rigby

## 参考リンク
- 布谷文夫特集 - ウェイバックマシン（2008年10月23日アーカイブ分）
- 布谷文夫年表 & REMARKS
- Fumio-Nunoya - Discogs（英語）